# Secrétaire d'État à la Science, à l'Innovation et à la Technologie
Le secrétaire d'État à la Science, à l'Innovation et à la Technologie (en anglais : Secretary of State for Science, Innovation and Technology, communément appelé Science Secretary) est un secrétaire d'État du cabinet du Royaume-Uni, placé à la tête du département de la Science, de l'Innovation et de la Technologie.
Le travailliste Peter Kyle en est le titulaire depuis le 5 juillet 2024.

## Histoire
La fonction est créée par le remaniement ministériel du gouvernement Sunak du 7 février 2023. Elle prend la tête du département de la Science, de l'Innovation et de la Technologie, qui réunit des compétences jusqu'ici réparties entre le département des Affaires, le département de la Culture et le Bureau du gouvernement pour la Science (es).
La première titulaire de la fonction est Michelle Donelan. Entre avril et juillet 2023, elle est remplacée par Chloe Smith le temps de son congé de maternité.

## Liste des titulaires
| Nom | Nom              | Nom | Dates du mandat | Dates du mandat | Parti politique | Gouvernement |
| --- | ---------------- | --- | --------------- | --------------- | --------------- | ------------ |
|     | Michelle Donelan |     | 7 février 2023  | 28 avril 2023   | Conservateur    | Sunak        |
|     | Chloe Smith      |     | 28 avril 2023   | 20 juillet 2023 | Conservateur    | Sunak        |
|     | Michelle Donelan |     | 20 juillet 2023 | 5 juillet 2024  | Conservateur    | Sunak        |
|     | Peter Kyle       |     | 5 juillet 2024  | en fonction     | Travailliste    | Starmer      |

## Voir également
- Départements exécutifs du Royaume-Uni
- Cabinet du Royaume-Uni